# Anton Schmid (underofficer)

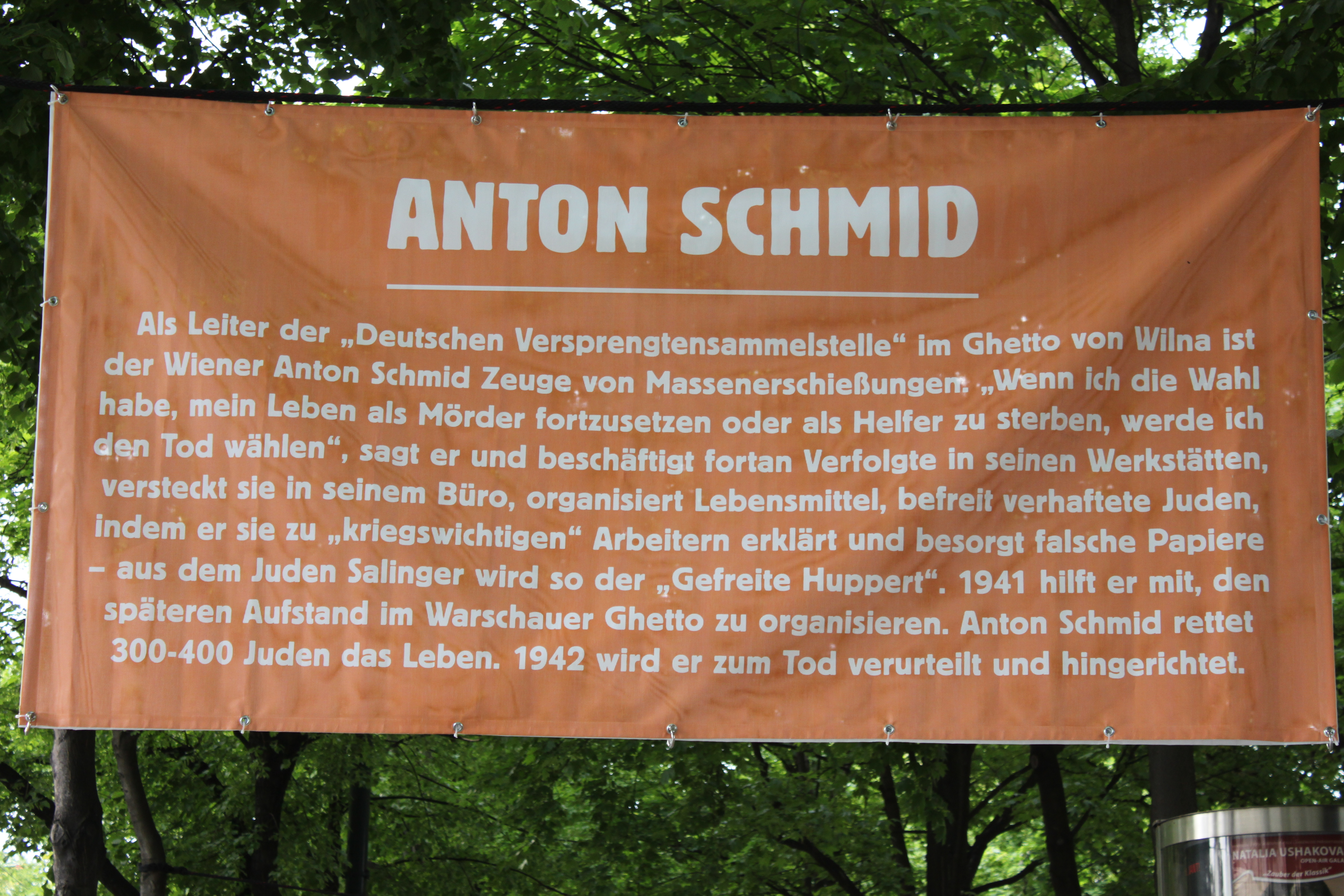
Minne av Anton Schmid i Österrike 2011.

Anton Schmid, född 9 januari 1900 i Wien, död 13 april 1942 i Vilnius, var en österrikisk underofficer i Wehrmacht som under andra världskriget hjälpte 250 judar i Vilnius getto från Förintelsen. Han försåg dem med falska identitetshandlingar och hjälpte dem att fly. Schmids verksamhet avslöjades och han avrättades för förräderi.
Anton Schmid blev år 1964 förklarad som Rättfärdig bland folken.

### Webbkällor
- ”The Soldier "Whose Heart was in Jewish Matters"” (på engelska). The Righteous Among the Nations. Yad Vashem. Arkiverad från originalet den 23 december 2012. https://www.webcitation.org/6D8FDwiPe?url=http://www1.yadvashem.org/yv/en/righteous/stories/schmid.asp. Läst 23 december 2012.